# Lago de Saint-Ferréol
El Lago de Saint-Ferréol es un lago artificial francés situado en la región de la Montaña Negra, dentro de la comuna de Revel.
Fue excavado manualmente entre 1667 y 1672 por orden de Pierre-Paul Riquet para crear una reserva de agua con que alimentar el Canal del Midi. Se abastece de los ríos Laudot y Sor gracias a un túnel subterráneo de 122 metros de longitud conocido como la Percée des Cammazes y conecta con el canal a través de otro menor, conocido como la Rigole de la montagne.
- Datos: Q929191
- Multimedia: Lac de Saint-Ferréol / Q929191